# Kantata
Kantata je vokalno-instrumentalno djelo za soliste, orkestar i zbor, a sastoji se od glazbenih brojeva, kao oratorij i opera. Lirskog je karaktera i govori o osjećajima i razmišljanjima. U kantati se ne opisuje radnja. Kantate su bile osobito popularne u razdoblju baroka, a izvodile su se u crkvi. Najpoznatije duhovne kantate iz tog vremena bile su one koje je pisao Johann Sebastian Bach. Kantate su pisali i skladatelji kasnijih stoljeća. U 20. stoljeću skladatelji češće pišu svjetovne kantate nego duhovne. Najpoznatija suvremena kantata je Carmina burana Carla Orffa.